# Campionati del mondo di ciclismo su pista 2010 - Scratch femminile
La scratch donne è stato uno dei nove eventi femminili disputati ai Campionati del mondo di ciclismo su pista 2010 di Ballerup, in Danimarca. La francese Pascale Jeuland ha vinto la medaglia d'oro.
L'evento, disputato in gara unica, si è tenuto il 26 marzo 2010 e ha visto la partecipazione di 24 atlete rappresentanti 24 Paesi differenti.

## Risultati
| Pos | Atleta               |
| --- | -------------------- |
| 1   | Pascale Jeuland      |
| 2   | Yumari González      |
| 3   | Belinda Goss         |
| 4   | Kelly Druyts         |
| 5   | Jarmila Machačová    |
| 6   | Małgorzata Wojtyra   |
| 7   | Na Ah-Reum           |
| 8   | Taccjana Šarakova    |
| 9   | Julie Leth           |
| 10  | Diao Xiao Juan       |
| 11  | Elissavet Chantzi    |
| 12  | Vera Koedooder       |
| 13  | Paola Muñoz          |
| 14  | Andrea Wölfer        |
| 15  | Rushlee Buchanan     |
| 16  | Elke Gebhardt        |
| 17  | Alžbeta Pavlendová   |
| 18  | Iryna Špyl'ova       |
| 19  | Ana Usabiaga         |
| 20  | Anna Blyth           |
| 21  | Svetlana Pauliukaitė |
| 22  | Giorgia Bronzini     |
| DNF | Evgenija Romanjuta   |
| DNF | Shelley Evans        |